# Back to Basics: Live and Down Under
Back to Basics: Live and Down Under è un dvd live di Christina Aguilera che promuove il suo album Back to Basics. È stato pubblicato nel Regno Unito ed Europa il 4 febbraio 2008, mentre negli USA il 5 febbraio, dove è stato distribuito solo nelle catene Best Buy e sul sito online del negozio. Il 16 febbraio è stato pubblicato anche in Australia.

## Classifiche e promozione
Il DVD è composto da 2 dischi, il primo contiene le esibizione live mentre il secondo i contenuti speciali, quali interviste e dietro le quinte con riprese esclusive.
Ha raggiunto la posizione 1 nelle classifiche dei DVD di: USA, Australia e Regno Unito. In USA ha debuttato direttamente alla numero 1 avendo venduto 18 473 copie.
In molti altri paesi è arrivato nella top 10. Precisamente alla posizione numero 2 in: Belgio, Paesi Bassi, Francia, Grecia e Svezia; ha raggiunto la terza posizione in Italia, Spagna e Repubblica Ceca, la sesta in Austria, la settima in Irlanda e Nuova Zelanda, ed è arrivato soltanto alla 19 in Portogallo.
La quinta traccia di Back to Basics, Oh Mother, è stata utilizzata per la promozione del DVD; il canale tedesco VIVA ha pubblicato il video live dell'esibizione della canzone del concerto; sempre per motivi promozionali la casa discografica della Aguilera, l'RCA ha reso disponibile il video dell'esibizione di Dirrty su Yahoo Videos dal 4 febbraio 2008, e quello di Ain't No Other Man'' su VH1.

## Tracce
1. Intro (Back to Basics) – 2:01 (Christina Aguilera, Rick Darnell, Kara DioGuardi, Roy Hawkins)
2. Ain't No Other Man – 4:21 (Christina Aguilera, Harold Beatty, Chris E. Martin, Charles Roane, Kara DioGuardi)
3. Back in the Day – 5:04 (Christina Aguilera, Jimmy Castor, Harry Jensen, Chris E. Martin, Langdon Fridle jr, Douglas Gibson, Robert Manigault, Gerald Thomas, Kara DioGuardi, Don Costa)
4. Understand – 5:10 (Christina Aguilera, Kwame Holland, Allen Toussaint, Kara DioGuardi)
5. Come on Over (All I Want Is You) – 3:41 (Ron Fair, Shelly Peiken, Guy Roche, Johan Åberg, Paul Rein, C. Blackmoon, R. Cham, Eric Dawkins, Christina Aguilera)
6. Slow Down Baby – 3:27 (Christina Aguilera, Mark Ronson, Curtis Jackson, Raymond Angry, William Gnest, Edward Patton, Gladys Knight, Marvin Bernard, Michael Harper, Merald Knight, Kara DioGuardi)
7. Still Dirrty / Can't Hold Us Down – 5:19 (Christina Aguilera, Chris E. Martin, Kara DioGuardi / Christina Aguilera, Scott Storch, Matt Morris)
8. I Got Trouble (Video Interlude) – 2:41 (Christina Aguilera, Linda Perry)
9. Makes Me Wanna Pray – 6:00 (Christina Aguilera, Rich Harrison, Steve Winwood, Kara DioGuardi)
10. What a Girl Wants – 4:54 (Shelly Peiken, Guy Roche)
11. Oh Mother – 7:47 (Christina Aguilera, Bruno Coulais, Cristophe Barratier, Derryck Thornton, Mark Rankin, Liz Thornton, Kara DioGuardi)
12. Enter the Circus – 1:43 (Christina Aguilera, Linda Perry)
13. Welcome – 2:42 (Christina Aguilera, Linda Perry, Mark Ronson, Paul Ill)
14. Dirrty – 4:56 (Christina Aguilera, Dana Stinson, Balewa Muhammad, Jasper Cameron, Reggie Noble)
15. Candyman – 4:41 (Christina Aguilera, Linda Perry)
16. Nasty Naughty Boy – 5:52 (Christina Aguilera, Linda Perry)
17. Hurt – 4:38 (Christina Aguilera, Linda Perry, Mark Ronson)
18. Lady Marmalade – 4:55 (Kenny Nolan, Bob Crewe)
19. Thank You (Video Interlude) – 2:44 (Steve Kipner, David Frank, Christina Aguilera, Pamela Sheyne, Chris E. Martin, Kara DioGuardi)
20. Beautiful – 4:55 (Linda Perry)
21. Fighter – 6:08 (Christina Aguilera, Scott Storch)

## Contenuti extra
1. Intervista ai ballerini – 3:46
2. Intervista a Simone Harouche (costumista) – 2:29
3. Intervista a Stephen Sollitto (Make-up artist e parrucchiere) – 2:21
4. Intervista ai musicisti – 3:40
5. Intervista alle coriste – 3:14
6. Intervista al regista: Rob Lewis – 7:57
7. Intervista a Jordan Bratman – 4:49
8. Intervista a Christina Aguilera – 6:45